# Pamela Blake
Pamela Blake, geboren als Adele Pearce, (Oakland (Californië), 6 augustus 1915 – Las Vegas (Nevada), 6 oktober 2009) was een Amerikaans actrice.
Blake debuteerde in Eight Girls in a Boat (1934) en speelde naast John Wayne in Wyoming Outlaw (1939). Tot 1942 acteerde zij onder haar geboortenaam. Haar filmcarrière duurde ongeveer 15 jaar en zij trad vooral op in B-films. In 1939 deed zij mee in vijf films. In totaal speelde zij mee in 54 films en in een aantal televisieseries. Met name aan het einde van haar loopbaan speelde zij vooral in westerns.
Ze was drie keer gehuwd en stierf op 94-jarige leeftijd een natuurlijke dood.

## Filmografie  (selectie)
- Wyoming Outlaw (1939)
- The Sea Hound  (1947)
- Ghost of Zorro (1949)

- Bibliothèque nationale de France: cb14669662c (data)
- Gemeinsame Normdatei: 1287705367
- International Standard Name Identifier: 0000 0000 4316 8832
- Library of Congress Control Number: no91004575
- Istituto Centrale per il Catalogo Unico: PCMV008614
- Virtual International Authority File: 24161163
- WorldCat: E39PBJfx48VkbVRkVvQJ77ttKd